# Imbrasia senegalensis
Imbrasia senegalensis is een vlinder uit de familie van de nachtpauwogen (Saturniidae). De wetenschappelijke naam van de soort is, als Bombyx senegalensis, voor het eerst geldig gepubliceerd in 1792 door Olivier.